# Səhləbad
Səhləbad è un comune dell'Azerbaigian situato nel distretto di Tərtər. Conta una popolazione di 2 074 abitanti.